# 楊市鎮

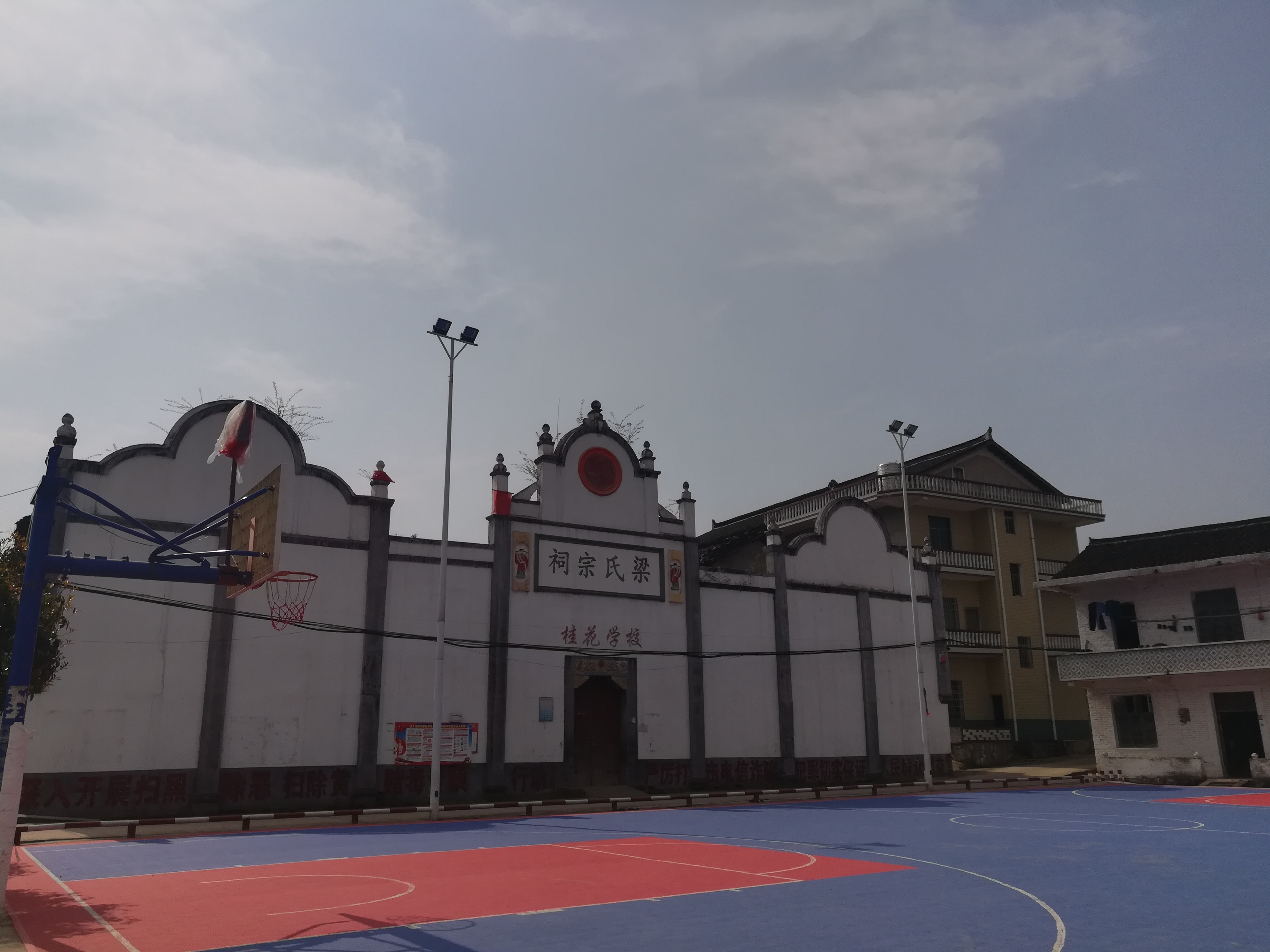
梁氏宗祠

楊市鎮（ようしちん）は、中華人民共和国湖南省婁底市漣源市の鎮。

## 行政区画
- 賽里社区
- 泉渓社区
- 永福団社区
- 香火炉社区
- 利新社区
- 孫水河社区
- 集祥社区
- 団山村
- 洄水村
- 七甲村
- 金盆村
- 湖坪村
- 五壹村
- 竜氹村
- 石家村
- 梘埠村
- 双江口村
- 湘思村
- 板橋村
- 陡山村
- 泉河村
- 長渓坪村
- 快渓村
- 蓉峰村
- 磚湾村
- 大坳村
- 竜渓村
- 東園村
- 東坪村
- 梅林港村
- 立珊村
- 新竜潭村
- 車田新村
- 白聯村
- 高橋村
- 茶亭子村

## 歴史
1995年、楊家灘鎮・太和郷・快渓郷が合併し、現在の楊市鎮が発足。

## 地理
楊市鎮は漣源市東南部に位置し、北は斗楓坪鎮と、東及び東南は水洞底鎮・荷塘鎮と、西は茅塘鎮それぞれ接している。
- 河川：孫水河

## 教育
- 楊市鎮中心小学

## 医院
- 漣源市第二人民医院

## 交通

### 鉄道
- 滬昆線[1]
  - 楊市站

### 道路
- 省道S232[1]
- 省道S210[1]
- S70婁底–新化高速公路[1]